# Вокзал Алсанджак
Вокзал Алсанджак (тур. Alsancak garı) — один из двух главных железнодорожных терминалов в Измире (Турция) и вторая старейшая железнодорожная станция в страны после Кемера, построенная в 1858 году. Является главным узлом для поездов İZBAN и конечной станцией обеих железнодорожных линий города.

## История
Измир в течение многих веков был важным торговым городом, через который проходил пути вывоза продукции сельского хозяйства. Караванам требовались множество дней, чтобы доставить товары с полей в порт. 22 сентября 1856 года Османская империя дала концессию британской компании на строительство железной дороги от Айдына до Измира. В этот день была образована Османская железнодорожная компания (ORC).
Компания решила начать свою линию в районе Алсанджак, недалеко от порта Измира. Станция открылась 30 октября 1858 года, когда железная дорога достигла районов Газиемир и Сейдыкёй. Первоначальная она состояла из небольшого здания с несколькими путями и небольшим депо. Пассажиропоток был низким, в основном здесь ездили грузовые поезда. Железная дорога достигла Айдына в 1866 году, и ORC открыла всю линию 1 июля 1866 года. Интенсивность грузовых перевозок выросла, после чего потребовалось более крупное депо. На станции добавили больше путей, построили депо по техническому обслуживанию, депо для поездов и грузовые депо, а также значительно расширили док Алсанджак. Станция также начала обслуживать богатых иностранных и османских предпринимателей, которые добирались по железной дороге до Асланджака. В 1890-х годах была открыта трамвайная линия от дока в Пашапорте до станции Алсанджак.
Железная дорога значительно изменила экономику Измира. В начале 1900-х годов на городских улицах появились газовые фонари, которые заменили те, которые работали на угле. Вместе с этим рядом со станцией была построена электростанция, а пути были продлены через станцию до доков.
Во время Первой мировой войны Османская железнодорожная компания была национализирована. Но после поражения Османской империи союзники начали оккупацию Анатолии. Железная дорога всё ещё работала, но движение значительно сократилось. Станция чудом не пострадала во время Великого пожара в 1922 году. Контроль над линией был возвращен ORC 6 ноября 1922 года, когда Османская империя официально рухнула. После турецкой войны за независимость и образования Турецкой республики союзники покинули город. Османская железнодорожная компания продолжала работать по концессии Османской империи. Движение постоянно росло, и в 1923 году было построено новое локомотивное депо. В 1927 году на станции открылся железнодорожный музей. После окончания концессии в 1935 году Турецкие государственные железные дороги (1927) согласились купить ORC за 1 825 840 фунтов стерлингов. 1 июня 1935 года Государственные железные дороги поглотили ORC.
Железнодорожный трафик значительно увеличился в 1938 году, когда Государственные железные дороги начали ежедневное обслуживание Анкары. Было построено новое депо и современное здание вокзала.
Алсанджак стал «воротами на юг» в 1970-х годах, так как поезда, отправляющиеся из Алсанджака, направлялись в пункты назначения к югу от Измира. В период с 2000 по 2001 год Государственные железные дороги построили ещё несколько платформ и электрифицировали пути, с планами улучшить пригородную железную дорогу в Измире, однако планы провалились, и новые пути служили путями для хранения старого железнодорожного состава, а контактные провода так и не использовались. 23 июля 2006 года станция была закрыта для обслуживания пассажиров в связи с реконструкцией окружающих линий. До 2010 года поезда не ходили до станции до тех пор, пока не было завершено строительство туннеля Каршияка. 25 мая 2010 года возобновилось дальнее пассажирское сообщение. Алсанджак также был выбран в качестве штаб-квартиры и главного узла новой пригородной железнодорожной системы Измира İZBAN.

## Архитектура и планировка
Алсанджак имеет уникальную планировку по сравнению с другими станциями в Турции. Пути 1, 2, 3, 4, 5, 6 и 10 в настоящее время используются в качестве запасных путей для поездов. В Алсанджаке есть главное здание вокзал, построенное в 1938 году, с билетной стойкой и информационным киоском. Башня с часами 1871 года постройки теперь является штаб-квартирой округа 3. Депо за башней с часами используются для хранения стрелочных переводов и вагонов. Штаб-квартира İZBAN находится в новом здании, построенном в 2002 году, рядом с платформами пригородных поездов

## В массовой культуре
Алсанджак всегда был достопримечательностью Измира. На станции снималось множество фильмов и телешоу. В течение 4 лет, когда она была закрыта для обслуживания пассажиров, на платформах выступали музыканты Нил Караибрахимгил и Сыла.

## Галерея

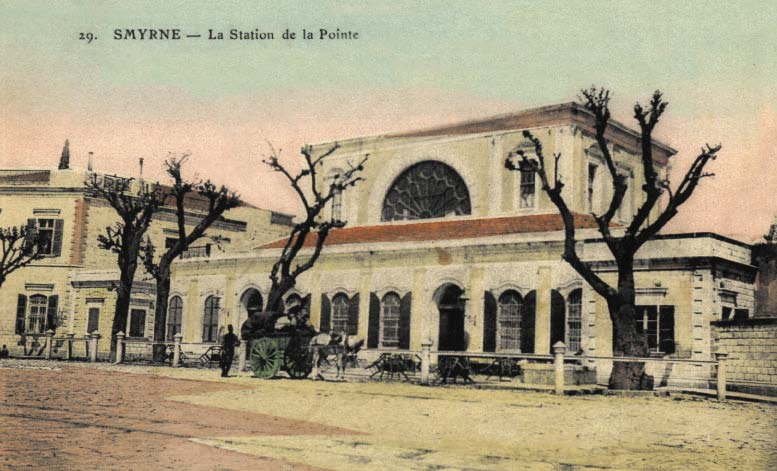
Вид вокзала в начала XX века
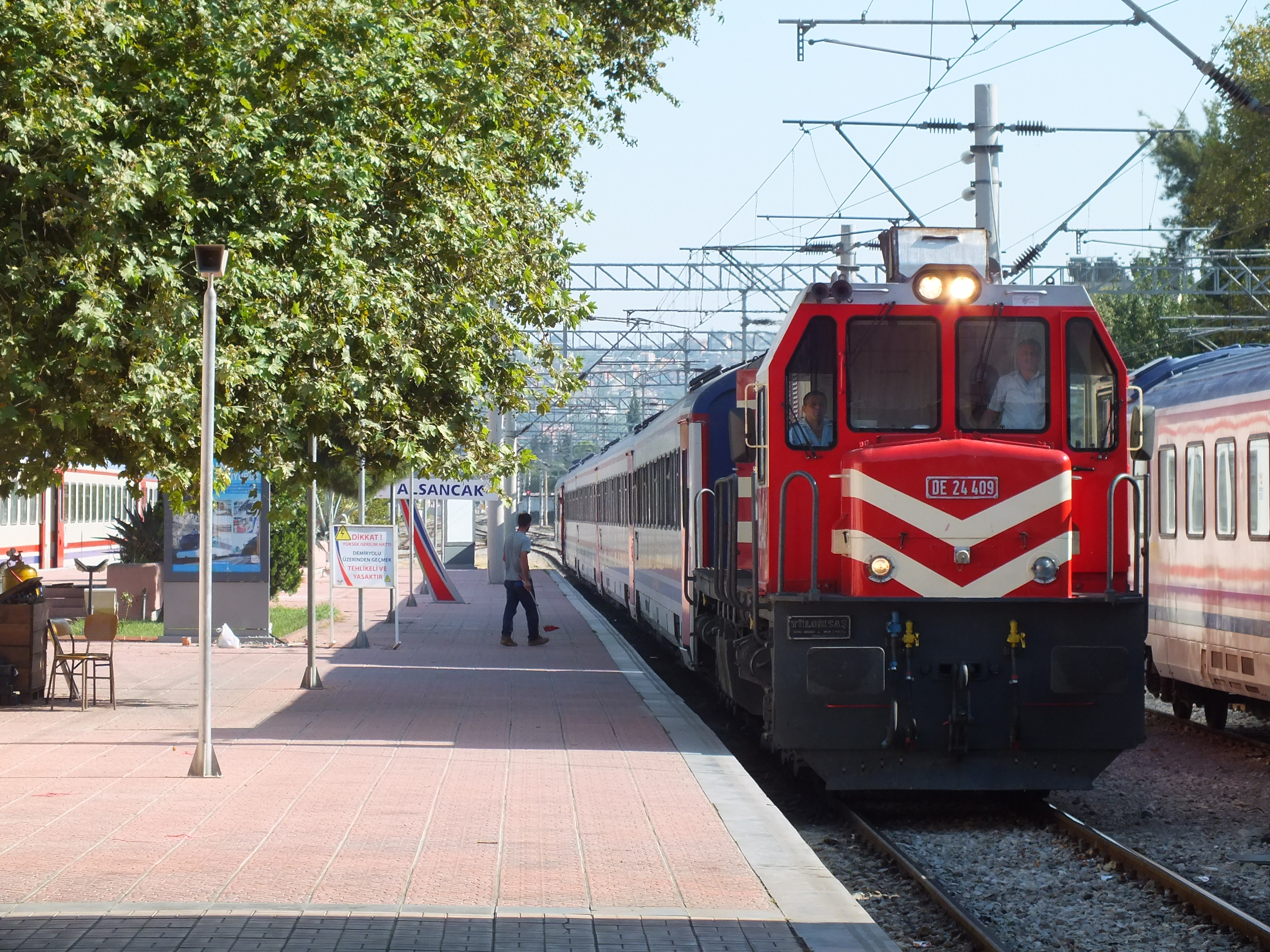
Поезд на станции Алсанджак
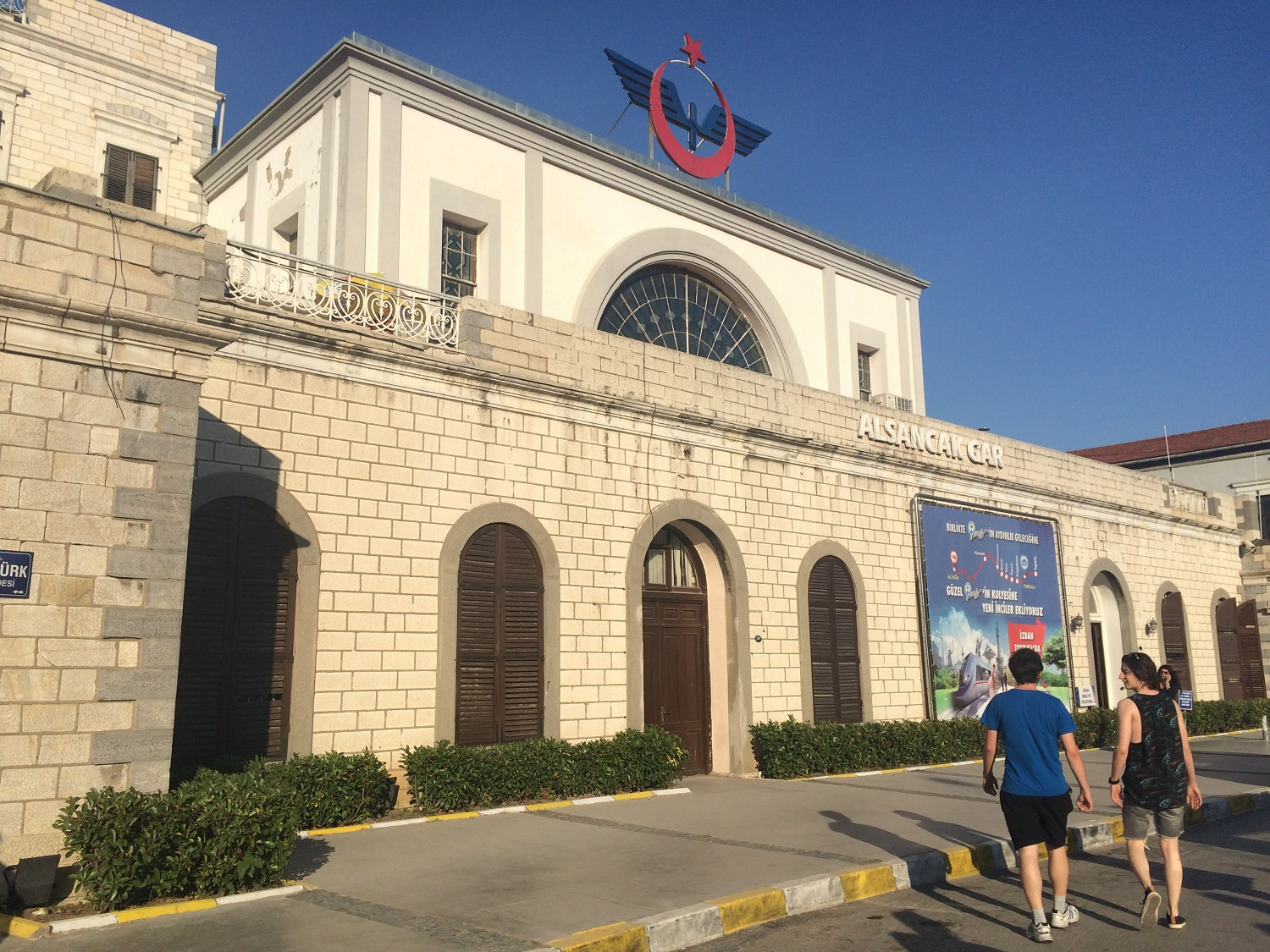
Вид на здание вокзала
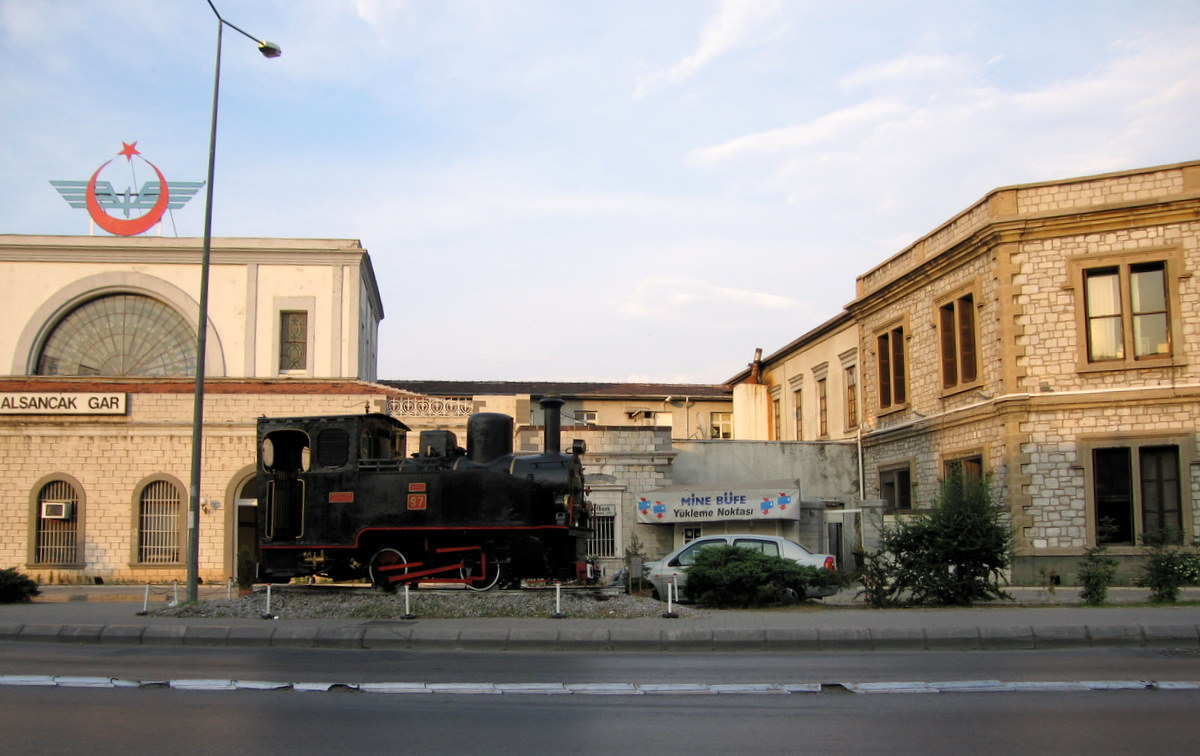
Паровоз перед вокзалом